# 酸化レニウム(IV)
酸化レニウム(IV)(Rhenium(IV) oxide)は、化学式ReO2の無機化合物である。二酸化レニウムとも呼ばれる。灰色から黒色の結晶性固体で、触媒等として用いられる。金紅石型の構造を取る。

## 合成と反応
酸化レニウム(IV)は、均等化によって生じる。
{\displaystyle {\ce {2 Re2O7\ + 3 Re -> 7 ReO2}}}
高温では、逆に不均化が起こる。
{\displaystyle {\ce {7 ReO2 -> 2 Re2O7\ + 3 Re}}}
アルカリ性の過酸化水素及び酸化性酸との反応で、過レニウム酸が生じる。融解水酸化ナトリウム中でレニウム酸ナトリウムを形成する。
{\displaystyle {\ce {2 NaOH\ + ReO2 -> Na2ReO3\ + H2O}}}